# Pertecnato de amônio
Pertecnato de amônio é um composto de fórmula química H4NO4Tc. É o sal de amônio oriundo da neutralização com ácido pertecnóico . A forma mais comum utiliza o 99Tc.
Pode ser sintetizado pela reação do ácido pertecnóico e nitrato de amônio:
HTcO4 + NH4NO3 → NH4TcO4 + HNO3